# رنگه‌ریژان
رنگه‌ریژان(به کردی: ڕەنگەڕێژان، Rengerrêjan) روستایی از توابع بخش سرشیو شهرستان سقز است که در استان کردستان ایران قرار دارد.

## جمعیت
این روستا در دهستان ذوالفقار واقع شده و براساس سرشماری سال ۱۳۸۵، جمعیت آن ۴۰۰ نفر (۷۱ خانوار) بوده‌است.